# Schloss Cottenau

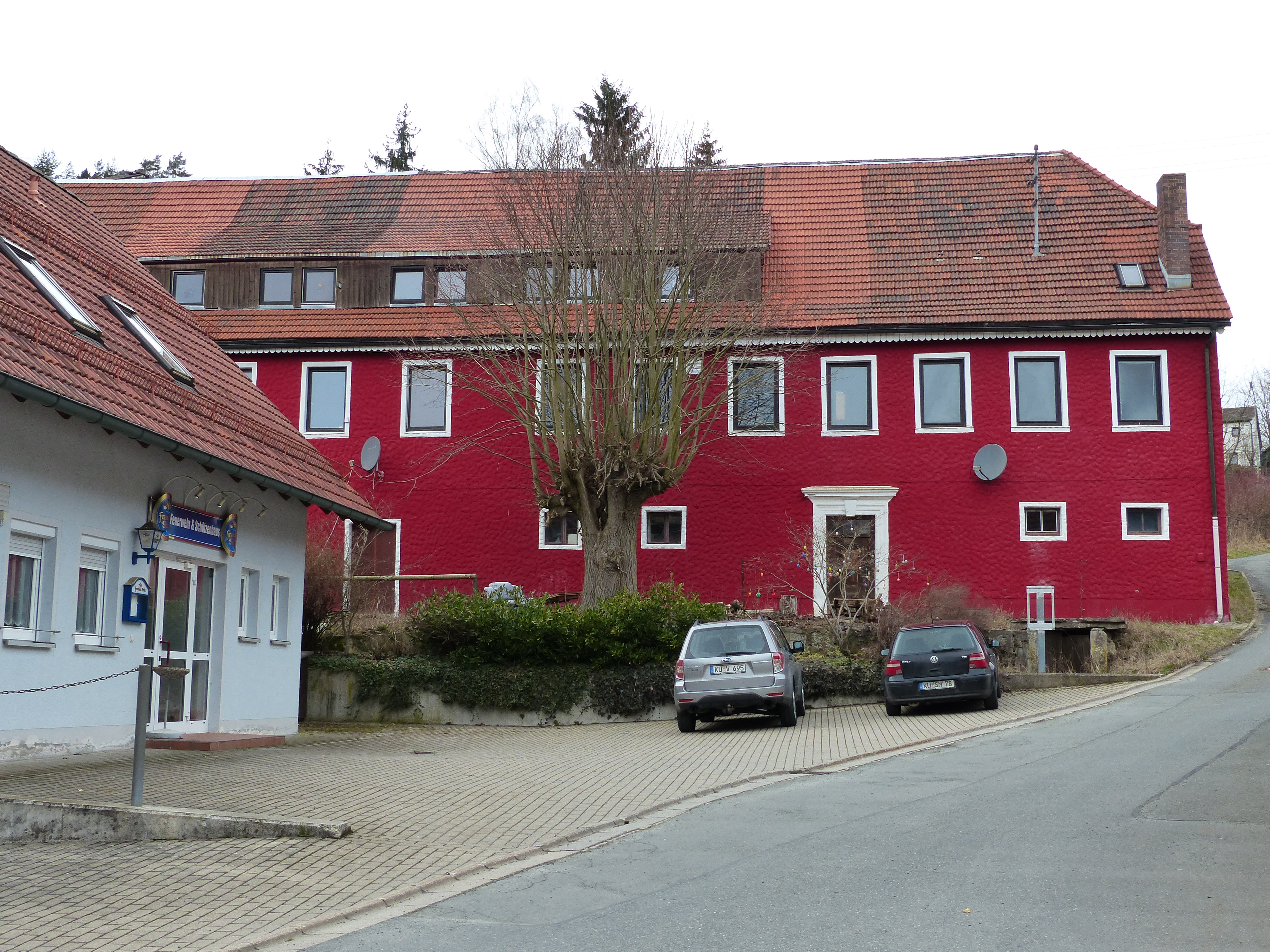
Das Schloss im Jahr 2016

Schloss Cottenau ist ein ehemals landadeliger Ansitz in Cottenau im oberfränkischen Landkreis Kulmbach.
Das Schloss liegt auf 496 m Höhe am westlichen Ortsrand in Hanglage oberhalb des Dorfweihers. In einiger Entfernung steht die ebenfalls zum historischen Ortskern gehörende Peter-und-Paul-Kirche. Das langgestreckte, zweigeschossige Gebäude mit Halbwalmdach ist ein Baudenkmal. Das Fachwerk seines Obergeschosses ist verputzt. Im Kern stammt das heutige Gebäude aus dem späten 18. Jahrhundert.